# Franklin MacVeagh

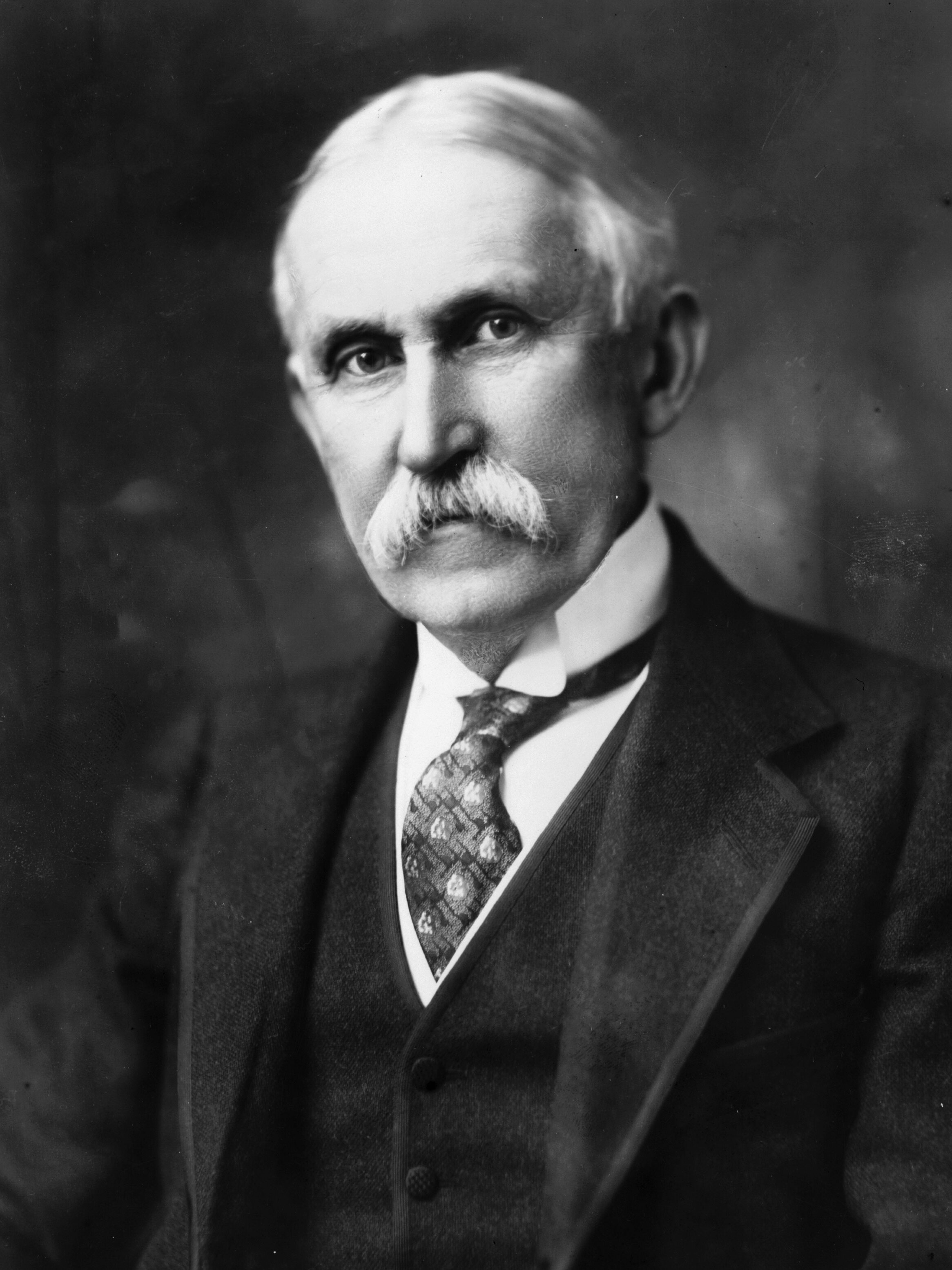
Franklin MacVeagh (1909)

Franklin MacVeagh (* 22. November 1837 im Chester County, Pennsylvania; † 6. Juli 1934 in Chicago, Illinois) war ein US-amerikanischer Politiker (Republikanische Partei), der dem Kabinett von US-Präsident William Howard Taft als Finanzminister angehörte.

## Studium und berufliche Laufbahn
Nach dem Schulbesuch absolvierte er zunächst ein Studium  an der Yale University, das er 1862 beendete. Während seiner Studienzeit gehörte er der Studentenverbindung Skull & Bones an. Anschließend absolvierte er ein Studium der Rechtswissenschaften an der Columbia University, das er 1864 beendete. Im gleichen Jahr wurde er als Rechtsanwalt in New York zugelassen. Später arbeitete er als Justiziar eines Lebensmittelgroßhandels in Chicago. Von 1880 bis 1909 war er als Direktor der Commercial National Bank von Chicago tätig.
Sein älterer Bruder Wayne MacVeagh war Diplomat und 1881 unter Präsident James A. Garfield Justizminister (Attorney General).

## Finanzminister unter Taft

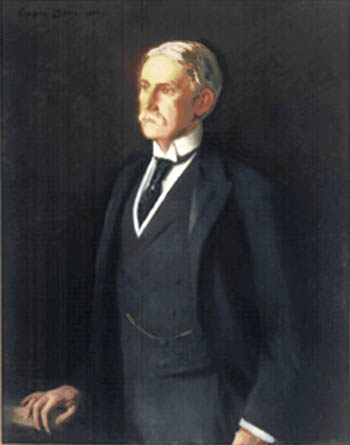
Porträt von Franklin MacVeagh im Finanzministerium

Nach der Wahl von William Howard Taft zum US-Präsidenten berief ihn dieser am 8. März 1909 als Finanzminister (Secretary of the Treasury) in sein Kabinett. Als solcher löste er nicht das drängende Problem einer Währungsreform, sondern überließ dieses der Nationalen Währungskommission, die 1907 unter seinem Vorgänger George B. Cortelyou durch ein Gesetz geschaffen worden war. Andererseits wies er in seinen Jahresberichten auf die Dringlichkeit der Reform hin. Während seiner Amtszeit setzte er mehrere interne Reformen durch die Abschaffung von 450 Vorschriften durch, reformierte die Zollbehörde United States Customs Service durch die Einführung automatischer Waagen und ließ die Annahme von zertifizierten Schecks anstelle von Geldzahlungen bei der Zahlung von Zöllen und Steuerschulden zu. 1911 war er unter anderem am Entwurf einer neuen 5-Cent-Münze beteiligt, die „Indian Head“ bzw. „Buffalo Nickel“ genannt wurde. Durch den auf der Münze aufgeprägten Indianerkopf wurden in gewisser Weise die amerikanischen Ureinwohner gewürdigt. Schließlich leitete er 1913 die Gründung der Steuerbehörde (Internal Revenue Service) ein.
Nach dem Ende der Amtszeit von Präsident Taft am 4. März 1913 zog er sich aus der Politik zurück und wurde Präsident des von ihm gegründeten Lebensmittelgroßhandels, der jedoch 1931 während der Weltwirtschaftskrise zusammenbrach.